# Миллер, Льюис (футболист)
Льюис Миллер (англ. Lewis Miller; род. 24 августа 2000, Австралия) — австралийский профессиональный футболист, правый защитник английского клуба «Блэкберн Роверс» и сборной Австралии.

## Клубная карьера

### Сентрал Кост Маринерс
В октябре 2019 года Миллер подписал стипендиальный контракт с «Сентрал Кост Маринерс» после успешного предсезонного периода. Три месяца спустя, в январе 2020 года, он поставил свою подпись под первым профессиональным контрактом с клубом, рассчитанным на два года.

### Хиберниан
В июне 2022 года Миллер подписал трёхлетний контракт с клубом Шотландской премьер-лиги «Хиберниан». Изначально он должен был перейти в австралийский «Макартур», подписав с ним предварительный контракт до окончания своей сделки с «Сентрал Кост Маринерс», но затем прямиком отправился в Шотландию, а «Макартур» получил от «Хиберниана» выплату за трансфер, сумма которой не была раскрыта общественности.

### Блэкберн Роверс
В августе 2025 года Миллер подписал трёхлетний контракт с возможностью продления ещё на 12 месяцев с английским клубом «Блэкберн Роверс». Спустя неделю игрок дебютировал за новую команду в рамках первого тура Чемпионшипа сезона 2025/26 в матче против «Вест Бромвич Альбион», в котором «бродяги» уступили со счётом 1:0. Миллер вышел на поле во втором тайме, заменив ещё одного новичка клуба Райана Алебиосу.

## Международная карьера
Миллер впервые был вызван в олимпийскую сборную Австралии в октябре 2021 года для участия в матчах квалификации молодёжного чемпионата Азии. Он дебютировал за команду 26 октября 2021 года в матче против Индонезии, реализовав пенальти и одержав победу со счетом 3:2. Впоследствии Миллер был вызван в сборную на финальный матч Кубка Азии 2022 года среди юношей до 23 лет в июне 2022 года.
Он был включен в состав главной сборной Австралии в октябре 2023 года, за которую дебютировал в товарищеском матче против сборной Англии на «Уэмбли». Он стал 635-м игроком в составе «Соккеруз».
Миллер впервые вышел в основном составе 16 ноября 2023 года в матче второго раунда квалификации на чемпионат мира по футболу 2026 года против Бангладеша — Австралия выиграла матч со счётом 7:0.
3 февраля 2024 года Миллер не реализовал пенальти и прямой штрафной удар в матче против Южной Кореи в четвертьфинале Кубка Азии 2023 года, и оба стандартных положения привели к голам Южной Кореи. Матч закончился со счётом 2:1 в пользу Южной Кореи.
Миллер забил свой первый гол за сборную 10 октября 2024 года в матче против Китая в рамках отборочного турнира чемпионата мира 2026 года, который закончился со счётом 3:1 в пользу австралийцев.

## Статистика выступлений

### Клубная
| Клуб                  | Сезон            | Лига             | Лига | Лига | Национальный кубок | Национальный кубок | Кубок Лиги | Кубок Лиги | Еврокубок | Еврокубок | Прочие | Прочие | Итого | Итого |
| Клуб                  | Сезон            | Дивизион         | Игры | Голы | Игры               | Голы               | Игры       | Голы       | Игры      | Голы      | Игры   | Голы   | Игры  | Голы  |
| --------------------- | ---------------- | ---------------- | ---- | ---- | ------------------ | ------------------ | ---------- | ---------- | --------- | --------- | ------ | ------ | ----- | ----- |
| Сентрал Кост Маринерс | 2018–19          | А–лига           | 2    | 0    | —                  | —                  | —          | —          | —         | —         | —      | —      | 2     | 0     |
| Сентрал Кост Маринерс | 2019–20          | А–лига           | 17   | 0    | 1                  | 0                  | —          | —          | —         | —         | —      | —      | 18    | 0     |
| Сентрал Кост Маринерс | 2020–21          | А–лига           | 13   | 0    | —                  | —                  | —          | —          | —         | —         | —      | —      | 13    | 0     |
| Сентрал Кост Маринерс | 2021–22          | А–лига           | 22   | 1    | 4                  | 0                  | —          | —          | —         | —         | —      | —      | 26    | 1     |
| Сентрал Кост Маринерс | Итого            | Итого            | 54   | 1    | 5                  | 0                  | —          | —          | —         | —         | —      | —      | 59    | 1     |
| Хиберниан             | 2022–23          | Премьершип       | 12   | 0    | 0                  | 0                  | 4          | 0          | —         | —         | —      | —      | 16    | 0     |
| Хиберниан             | 2023–24          | Премьершип       | 21   | 2    | 1                  | 0                  | 3          | 0          | 5         | 0         | —      | —      | 30    | 2     |
| Хиберниан             | 2024–25          | Премьершип       | 32   | 1    | 2                  | 0                  | 5          | 2          | —         | —         | —      | —      | 39    | 3     |
| Хиберниан             | Итого            | Итого            | 65   | 3    | 3                  | 0                  | 12         | 2          | 5         | 0         | —      | —      | 85    | 5     |
| Итого за карьеру      | Итого за карьеру | Итого за карьеру | 119  | 4    | 8                  | 0                  | 12         | 2          | 5         | 0         | —      | —      | 144   | 6     |

### Голы за сборную
| №  | Дата            | Место встречи                      | Соперник  | Счёт | Результат | Соревнование                        |
| -- | --------------- | ---------------------------------- | --------- | ---- | --------- | ----------------------------------- |
| 1. | 10 Октября 2024 | Овал Аделаиды, Аделаида, Австралия | Китай     | 1–1  | 3–1       | Квалификация на Чемпионат мира 2026 |
| 2. | 20 Марта 2025   | Альянс Стэдиум, Сидней, Австралия  | Индонезия | 4–0  | 5–1       | Квалификация на Чемпионат мира 2026 |